# Хамбро, Карл Йоаким
Карл Йоаким Хамбро (1885—1964) — норвежский политик, десять раз избиравшийся депутатом. Представлял Консервативную партию Норвегии. Президент Стортинга (парламента) в течение двадцати лет, в 1940 году сыграл важную роль в организации сопротивления вторгнувшимся в страну нацистам, организовав эвакуацию из страны короля Хокона VII и правительства. После Второй мировой войны представлял страну в Генеральной Ассамблее ООН и был членом Нобелевского комитета.

## Биография

### Довоенная жизнь
Родился в Бергене в семье Эдварда Исака Хамбро (Edvard Isak Hambro) и Николины Кристины Харбитц (Nicoline Christine Harbitz) (1861—1926, позднее она стала известна как Nico Hambro). У него было три сестры, включая ставшую известным преподавателем Elise Hambro.
Политик связал себя в норвежскими консерваторами ещё со студенческой скамьи.
В 1913–1919 годах был главным редактором газеты Morgenbladet.
В 1939—1940 годах сотрудничал с Лигой Наций.

### Вторая мировая война
Во время Второй мировой войны Норвегия была оккупирована Германией, и в ней установилась коллаборационистская власть Видкуна Квислинга. Благодаря промедлению немцев при оккупации Осло, а также грамотным действиям разгадавшего планы Гитлера относительно Норвегии и успевшего подготовиться к противодействию им Хамбро, король и правительство успели покинуть столицу на специальном поезде за полчаса до появления противника. Хокон VII с семьёй эмигрировал 9 июня 1940, возглавив правительство в Лондоне.
Сам Хамбро уехал в Стокгольм и приложил значительные усилия для того, чтобы мир узнал истинное положение в Норвегии. Из Швеции он также по телефону помогал организовывать зарождающееся в стране Движение Сопротивления оккупантам.

### Послевоенные годы
1945—1956 — делегат в ГА ООН.
1940—1963 — член Норвежского Нобелевского комитета.
Скончался в конце 1964 года и удостоился государственных похорон.

## Личность

### Взгляды
Семья Хамбро имела еврейские корни, но сам он был христианином. Являлся космополитом, его взгляды примерно соответствовали воззрениям Оксфордской группы, хотя он никогда не входил в её состав. Не поддерживал норвежский национализм и дружил даже с некоторыми политическими оппонентами, например, с социал-демократами Юханом Нюгорсвольдом и Хальвданом Кутом. В 1931 году осудил аннексию Земли Эрика Рыжего, хотя ранее пытался разрешить территориальный вопрос дипломатическими средствами и прибегал к международному арбитражу.

### Личная жизнь
Был дважды женат и имел детей. Отец Эдварда Исака Хамбро, политика, дипломатического и государственного деятеля, председателя Генеральной Ассамблеи ООН (1970—1971).

## Память
В его честь названа площадь в центре Осло и несколько улиц, в 1995 году ему установлена статуя напротив здания парламента.

## Избранные работы
- I saw it happen in Norway (1941)
- How to win the peace (1942)
- Crossroads of conflict: European peoples and problems (1943)
- Newspaper lords in British politics (1958)